# Загострені козирки

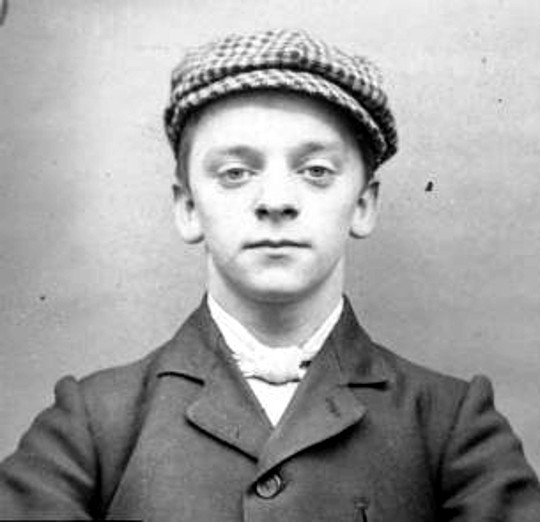
«Дитина» Гаррі Фаулз, член банди

«Заго́стрені козирки́» — це злочинне угруповання, що діяло в Бірмінгемі, Англія, в кінці XIX століття і менш активно на початку XX століття. Як говорять у народі, члени банди вшивали леза для гоління у передню частину своїх картузів, які в разі необхідності могли бути використані як зброя. На думку Карла Чінна, саме цим фактом пояснюється походження назви злочинців. Проте, Чінн наголошує, що це дуже малоймовірний і дещо безглуздий спосіб нападу на когось. Він стверджує, що більш реальна причина в тому, що «peakys» — це спільна назва для популярних у той час кепок з козирками. Відомо, що членів банди можна було впізнати за їхнім стилем одягу. Вони носили кашкети, краватки та штани кльош, «ряд мідних ґудзиків був відмінною ознакою».
Ще досі невідомо, чи були «Загострені козирки» однією окремою бандою, чи так місцеві жителі Бірмінгема називали будь-які види прояву насильства серед молодіжних субкультур. Ерік Мунмен стверджує, що в Бірмінгемі молоді вуличні банди були відомі як «Загострені козирки» або як «Роботяги». Пол Томпсон пише, що «Ці банди могли напасти на п'яницю» і ймовірно, залишити його непритомного у канаві. Якщо вони не могли збити з ніг чоловіка, вони його штовхали або використовувати пряжки ременів … Вони могли використовувати ніж, коцюбу, виделку, будь-що".
Філіп Ґудерсон, автор книги «Банди Бірмінгема» стверджує, що «Загострені козирки» утворилися спочатку як окрема банда, а вже пізніше назву почали використовувати як загальну. Банда, що утворилася раніше, відома як «Роботяги Чіпсайду», розширилася у 1870 році, а назва «Роботяги» (йдеться про бійців) вже стала загальною для вуличних банд. «Загострені козирки» ж з'явилися наприкінці 19 століття. До найвідоміших членів банди відносять Девіда Тейлора, ув'язненого за носіння зброї, 13-річну «дитину» Гаррі Фаулза, Ернеста Хейнса та Стівена МакНікла.
Члени банди нібито проявляли жорстокість і до своїх подружок, одна з яких сказала: «Він буде обмежувати вас і бити кожного разу, коли ви будете із ним кудись виходити. А якщо ви заговорите з іншим, він навіть поб'є вас ногами».

## Кінематограф
Був знятий серіал BBC «Заточені козирки» про банду в повоєнні роки I світової у Бірмінгемі. Вийшов в ефір у жовтні 2013 року.